# Ohrasaari (ö i Jääsjärvi)
Ohrasaari är en ö i sjön Jääsjärvi och i kommunen Gustav Adolfs i landskapet Päijänne-Tavastland, i den södra delen av Finland, 170 km norr om huvudstaden Helsingfors. Öns area är 1,42 kvadratkilometer och dess största längd är 2,5 kilometer i nord-sydlig riktning. Den är förbunden med vägbro åt väster.